# Niebieski Bentley
Niebieski Bentley – singel polskiego rapera Kizo oraz rapera Taco Hemingwaya z albumu studyjnego Złoto i biel. Singel został wydany 26 sierpnia 2019 roku. Tekst utworu został napisany przez Patryka Wozińskiego i Filipa Tadeusza Szcześniaka.
Nagranie otrzymało w Polsce status platynowej płyty w 2021 roku.
Singel zdobył ponad 5 milionów wyświetleń w serwisie YouTube (2023) oraz ponad 5 milionów odsłuchań w serwisie Spotify (2023).

## Nagrywanie
Utwór został wyprodukowany przez Gara. Tekst do utworu został napisany przez Patryka Wozińskiego i Filipa Tadeusza Szcześniaka.

## Twórcy
- Kizo, Taco Hemingway – słowa[1]
- Patryk Woziński i Filip Tadeusz Szcześniak – tekst[1][2]
- Gara – produkcja[1]

## Certyfikaty
| Kraj          | Certyfikat      |
| ------------- | --------------- |
| Polska (ZPAV) | platynowa płyta |